# Janne Hafström

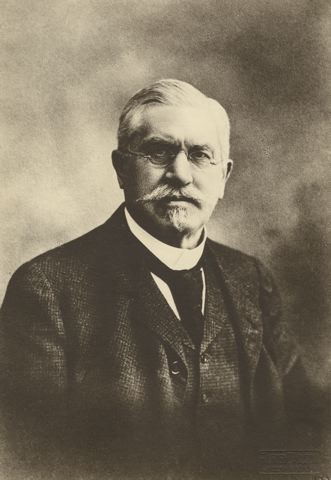
Janne Hafström.

Johan (Janne) Lorentz Hafström, född 24 mars 1838 i Helsingborg, död där 31 maj 1918, var en svensk läkare.
Janne Hafström var son till bankdirektören Samuel Herman Hafström. Han blev student vid Lunds universitet 1855, studerade vid universitetet där och blev 1864 medicine kandidat, 1867 medicine licentiat och 1868 medicine doktor. Hafström var från 1867 praktiserande läkare i Helsingborg och 1867–1906 läkare (från 1873 intendent) vid hälsobrunnen Hälsan, 1880–1883 stadsläkare och 1883–1906 förste stadsläkare i Helsingborg. Från 1868 var han Oscar II och drottning Sofias läkare under deras sommarvistelser på Sofiero och de kom senare att anlita honom ofta, bland annat under många av sina utlandsresor. År 1877 utnämndes han till livmedikus. Hafström studerade 1872 Metzgers massagemetod i Amsterdam, och introducerade metoden i Sverige. Vid flera studieresor i utlandet besökte han kontinenten främsta bad- och brunnsorter. Det var på Hafströms initiativ man vid Hälsan företog borrningar, vilka ledde till upptäckten av Sveriges enda koksaltkälla, som fick namnet Sofiakällan. Han tillhörde Helsingborgs mer uppburna stadsbor och innehade en mängd kommunala uppdrag samt var ledamot av Malmöhus läns landsting. Hafström lät trycka flera reseskildringar. Janne Hafström är begravd på Nya kyrkogården i Helsingborg.